# Matrixexponential
In der Mathematik  ist das Matrixexponential, auch als Matrixexponentialfunktion bezeichnet eine Matrixfunktion, welche analog zur gewöhnlichen (skalaren) Exponentialfunktion definiert ist. Das Matrixexponential stellt die Verbindung zwischen Lie-Algebra und der zugehörigen Lie-Gruppe her.

## Definition
Sei {\displaystyle X} eine reelle oder komplexe {\displaystyle n\times n}-Matrix. Das Exponential von {\displaystyle X}, welches mit {\displaystyle e^{X}} oder {\displaystyle \exp(X)} bezeichnet wird, ist die {\displaystyle n\times n}-Matrix, welche durch die folgende Potenzreihe definiert ist (Taylor-Entwicklung):
{\displaystyle e^{X}=\sum _{k=0}^{\infty }{\frac {X^{k}}{k!}}=E+X+{\frac {X^{2}}{2!}}+{\frac {X^{3}}{3!}}+\dots =E+X+{\frac {X^{2}}{2}}+{\frac {X^{3}}{6}}+\dots }.
Diese Reihe konvergiert, genauso wie die der gewöhnlichen Exponentialfunktion, immer. Daher ist das Exponential von {\displaystyle X} wohldefiniert. Wenn {\displaystyle X} eine {\displaystyle 1\times 1}-Matrix ist, entspricht das Matrixexponential von {\displaystyle X} der gewöhnlichen Exponentialfunktion. Eine Verallgemeinerung, welche auch für unendliche Matrizen sinnvoll ist, ist die Exponentialfunktion auf beliebigen Banachalgebren.

## Eigenschaften
Das Matrixexponential teilt eine Reihe der Eigenschaften der gewöhnlichen Exponentialfunktion. Beispielsweise ist das Exponential der {\displaystyle (n\times n)}-Nullmatrix {\displaystyle 0} gleich der {\displaystyle (n\times n)}-Einheitsmatrix {\displaystyle E}:
{\displaystyle e^{0}=E}.
Für beliebige komplexe {\displaystyle n\times n}-Matrizen {\displaystyle X} und beliebige komplexe Zahlen {\displaystyle a} und {\displaystyle b} gilt
{\displaystyle e^{aX}\cdot e^{bX}=e^{(a+b)X}}.
Daraus folgt
{\displaystyle e^{X}\cdot e^{-X}=e^{(1-1)X}=e^{0}=E},
das heißt
{\displaystyle \left(e^{X}\right)^{-1}=e^{-X}}.
Dabei bezeichnet {\displaystyle \left(e^{X}\right)^{-1}} die zu {\displaystyle e^{X}} inverse Matrix.
Die Exponentialfunktion erfüllt {\displaystyle e^{x+y}=e^{x}\,e^{y}} für alle Zahlen {\displaystyle x} und {\displaystyle y}. Dasselbe gilt für kommutierende Matrizen {\displaystyle X} und {\displaystyle Y}, das heißt, aus
{\displaystyle X\cdot Y=Y\cdot X}
folgt
{\displaystyle e^{X+Y}=e^{X}\cdot e^{Y}}.
Für nichtkommutierende Matrizen stimmt diese Gleichung im Allgemeinen nicht. In diesem Fall kann man {\displaystyle e^{X+Y}} mit Hilfe der Baker-Campbell-Hausdorff-Formel berechnen.
Das Exponential der zu {\displaystyle X} transponierten Matrix ist gleich der Transposition des Exponentials von {\displaystyle X}:
{\displaystyle \exp \left(X^{\mathrm {T} }\right)=\left(\exp X\right)^{\mathrm {T} }}
Daraus folgt, dass die Matrixexponentialfunktion symmetrische Matrizen auf symmetrische Matrizen und schiefsymmetrische Matrizen auf orthogonale Matrizen abbildet. Analog gilt zwischen Adjunktion und Exponentiation die Beziehung
{\displaystyle \exp \left(X^{*}\right)=\left(\exp X\right)^{*}},
so dass die Matrixexponentialfunktion hermitesche Matrizen auf hermitesche Matrizen und schiefhermitesche Matrizen auf unitäre Matrizen abbildet.
Weiterhin gelten:
- Wenn {\displaystyle Y} invertierbar ist, dann ist {\displaystyle e^{YXY^{-1}}=Ye^{X}Y^{-1}}.
- {\displaystyle \det(e^{X})=e^{\operatorname {tr} (X)}}, hier bezeichnet  {\displaystyle \operatorname {tr} (X)} die Spur der quadratischen Matrix {\displaystyle X}.
- {\displaystyle e^{\operatorname {diag} (x_{1},\ldots ,x_{n})}=\operatorname {diag} \left(e^{x_{1}},\ldots ,e^{x_{n}}\right)}.

## Die Exponentialabbildung
Das Exponential einer Matrix ist immer eine invertierbare Matrix. Die Inverse von {\displaystyle e^{X}} ist durch {\displaystyle e^{-X}} gegeben.  Das (komplexe) Matrixexponential liefert somit eine Abbildung
{\displaystyle \exp \colon M_{n}(\mathbb {C} )\to {\mbox{GL}}(n,\mathbb {C} )}
aus dem Vektorraum aller (komplexen) {\displaystyle (n\times n)}-Matrizen in die allgemeine lineare Gruppe, die  Gruppe aller (komplexen) invertierbaren Matrizen. Diese Abbildung ist kein Gruppenhomomorphismus auf der gesamten Gruppe {\displaystyle M_{n}(\mathbb {C} )}, aber auf jeder Untergruppe, deren Matrizen multiplikativ miteinander kommutieren.
Des Weiteren ist sie surjektiv, das heißt, jede (reelle oder komplexe) invertierbare Matrix kann als die Exponentialmatrix einer komplexen Matrix geschrieben werden. Urbilder (bzw. lokale Schnitte) lassen sich durch Matrixlogarithmen berechnen.
Für je zwei Matrizen {\displaystyle X} und {\displaystyle Y} gilt
{\displaystyle \|e^{X+Y}-e^{X}\|\leq \|Y\|e^{\|X\|}e^{\|Y\|}},
wobei {\displaystyle \|\cdot \|} eine beliebige Matrixnorm bezeichnet. Daraus folgt, dass die Exponentialabbildung stetig und auf kompakten Teilmengen von {\displaystyle M_{n}(\mathbb {C} )} sogar lipschitzstetig ist.
Für die Norm des Matrixexponentials selbst gibt es aber eine präzisere Schranke
{\displaystyle \|e^{X}\|\leq e^{\mu (X)}}
mit der logarithmischen Matrixnorm {\displaystyle \mu } und dem numerischen Wertebereich.
Die Zuordnung
{\displaystyle t\mapsto e^{tX},\qquad t\in \mathbb {R} ,}
definiert eine glatte Kurve in der allgemeinen linearen Gruppe, welche für {\displaystyle t=0} die Einheitsmatrix liefert.
Dies liefert eine Einparameter-Untergruppe der allgemeinen linearen Gruppe, da
{\displaystyle e^{tX}e^{sX}=e^{(t+s)X}}
gilt. Die Ableitung dieser Funktion im Punkt {\displaystyle t} ist durch
{\displaystyle {\frac {d}{dt}}e^{tX}=Xe^{tX}\qquad (1)}
gegeben. Die Ableitung für {\displaystyle t=0} ist gerade die Matrix {\displaystyle X}, das heißt, {\displaystyle X} erzeugt diese Einparameter-Untergruppe.
Allgemeiner gilt:
{\displaystyle {\frac {d}{dt}}e^{X(t)}=\int _{0}^{1}e^{(1-\alpha )X(t)}{\frac {dX(t)}{dt}}e^{\alpha X(t)}d\alpha }

### Beispiele von Lie-Algebren und zugehörigen Lie-Gruppen
| Lie-Gruppe                                                      | Beispiel |
| --------------------------------------------------------------- | --- |
| Allgemeine lineare Gruppe {\displaystyle \mathrm {GL} (n,K)}    | {\displaystyle {\mathfrak {gl}}(n)=M_{n}(\mathbb {R} )} {\displaystyle \mathrm {GL} (n)=\{X\in M_{n}(\mathbb {R} )\vert \det(X)\neq 0\}}. |
| Orthogonale Gruppe {\displaystyle \mathrm {O} (n,K)}            | {\displaystyle {\mathfrak {o}}(n)=\{X\in M_{n}(\mathbb {R} )\vert X^{T}=-X\}} {\displaystyle \mathrm {O} (n)=\{X\in M_{n}(\mathbb {R} )\vert X^{T}=X^{-1}\}} |
| Unitäre Gruppe {\displaystyle \mathrm {U} (n)}                  | {\displaystyle {\mathfrak {u}}(n)=\{X\in M_{n}(\mathbb {C} )\vert X^{*}=-X\}} {\displaystyle \mathrm {U} (n)=\{X\in M_{n}(\mathbb {C} )\vert X^{*}=X^{-1}\}} |
| Spezielle unitäre Gruppe {\displaystyle \mathrm {SU} (n)}       | {\displaystyle {\mathfrak {su}}(2)=\{X\in M_{2}(\mathbb {C} )\vert X^{*}=-X,\operatorname {tr} (X)=0\}} wird von {\displaystyle \exp } surjektiv auf {\displaystyle \mathrm {SU} (2)=\{A\in M_{2}(\mathbb {C} )\vert A^{*}=A^{-1},\det(A)=1\}} abgebildet. |
| Spezielle orthogonale Gruppe {\displaystyle \mathrm {SO} (n,K)} | {\displaystyle {\mathfrak {so}}(n,\mathbb {R} )={\mathfrak {o}}(n,\mathbb {R} )=\{X\in M_{n}(\mathbb {R} )\vert X^{T}=-X\}} (schiefsymmetrische Matrizen) wird von {\displaystyle \exp } surjektiv auf {\displaystyle \mathrm {SO} (n,\mathbb {R} )=\{A\in M_{n}(\mathbb {R} )\vert A^{T}=A^{-1},\det(A)=1\}} abgebildet.                                                               |
| Spezielle lineare Gruppe {\displaystyle \mathrm {SL} (n,K)}     | {\displaystyle {\mathfrak {sl}}(2,\mathbb {C} )} wird von {\displaystyle \exp } nicht surjektiv auf {\displaystyle \mathrm {SL} (2,\mathbb {C} )} abgebildet. Notorisches Gegenbeispiel {\displaystyle {\begin{pmatrix}-1&a\\0&-1\end{pmatrix}}\in \mathrm {SL} (2,\mathbb {C} )} mit {\displaystyle a\neq 0} liegt nicht im Bild von {\displaystyle {\mathfrak {sl}}(2,\mathbb {C} )}. |

Aus dem letzten Beispiel ist ersichtlich, dass die Exponentialabbildung für die Erzeugung von Lie-Gruppen (je nach Lie-Algebra) im Allgemeinen nicht surjektiv ist.

## Lineare Differentialgleichungen
Einer der Vorzüge des Matrixexponentials ist, dass man es benutzen kann, um Systeme von linearen gewöhnlichen Differentialgleichungen zu lösen, die z. B. für das Zustandsraummodell von dynamischen Übertragungssystemen verwendet werden.  Aus Gleichung (1) oben folgt zum Beispiel, dass die Lösung des Anfangswertproblems
{\displaystyle {\frac {d}{dt}}y(t)=Ay(t),\quad y(t_{0})=y_{0}}
mit einer quadratischen Matrix {\displaystyle A} durch
{\displaystyle y(t)=e^{A(t-t_{0})}y_{0}}
gegeben ist.
Das Matrixexponential kann auch zur Lösung der inhomogenen Gleichung
{\displaystyle {\frac {d}{dt}}y(t)=Ay(t)+z(t),\quad y(t_{0})=y_{0}},
verwendet werden. Beispiele findet man unten im Kapitel Anwendungen.
Für Differentialgleichungen der Form
{\displaystyle {\frac {d}{dt}}y(t)=A(t)\,y(t),\quad y(t_{0})=y_{0}}
mit nicht-konstantem {\displaystyle A} gibt es im Allgemeinen keine geschlossenen Lösungen. Die Magnus-Reihe liefert jedoch eine allgemeine Lösung in Matrixschreibweise über die Matrix-Exponentialfunktion auch im Fall nicht-konstanter Koeffizienten (als unendliche Reihe des Exponenten).

## Berechnung des Matrixexponentials

### Taylor-Reihe
Die Exponentialfunktion der Matrix {\displaystyle A\in \mathbb {C} ^{n\times n}} und {\displaystyle t\in \mathbb {R} } kann prinzipiell über ihre Taylor-Entwicklung berechnet werden:
{\displaystyle \exp(At)=\sum _{k=0}^{\infty }{\frac {A^{k}t^{k}}{k!}}=E+At+{\frac {A^{2}t^{2}}{2}}+{\frac {A^{3}t^{3}}{6}}+{\frac {A^{4}t^{4}}{24}}+\cdots }
Hierbei bezeichnet {\displaystyle k!} die Fakultät von {\displaystyle k}. Bei ausreichender Genauigkeit (Reihe ist absolut konvergent) soll die Reihe bei einer endlichen Zahl an Berechnungsschritten abbrechen. Je größer die Einträge der Matrix sind, desto mehr Glieder der Reihe müssen aber berechnet werden (z. B. für die Lösung der linearen DGL für einen großen Zeitschritt). Um den Lösungsalgorithmus dahingehend zu verbessern, kann man die Einträge der Matrix mittels der Rechenregel {\displaystyle e^{At}=(e^{At/m})^{m}} elegant skalieren ("Scaling & Squaring"-Methode). Ist die (natürliche-) Matrixnorm {\displaystyle \|At\|} nicht zu groß, kann die Berechnung der Reihe auch über die Padé-Approximation erfolgen. Die Scaling & Squaring-Methode hat einen Aufwand der Größenordnung {\displaystyle {\mathcal {O}}(n^{3})} (im Wesentlichen Matrizenmultiplikationen). Der Faktor von {\displaystyle n^{3}} ist abhängig von den Skalierungsparametern sowie insbesondere von der Matrixnorm.

#### Nilpotenter Fall
Eine Matrix {\displaystyle N} ist nilpotent, wenn {\displaystyle N^{q}=0} für eine geeignete natürliche Zahl {\displaystyle q} gilt. In diesem Fall bricht die Reihenentwicklung von {\displaystyle e^{N}} nach einer endlichen Anzahl von Termen ab und das Matrixexponential kann als
{\displaystyle \exp(N)=E+N+{\frac {1}{2}}N^{2}+{\frac {1}{6}}N^{3}+\cdots +{\frac {1}{(q-1)!}}N^{q-1}}
berechnet werden.

### Diagonalisierung der Matrix
Ist die Matrix {\displaystyle D} eine Diagonalmatrix
{\displaystyle D={\begin{pmatrix}a_{1}&0&\ldots &0\\0&a_{2}&\ldots &0\\\vdots &\vdots &\ddots &\vdots \\0&0&\ldots &a_{n}\end{pmatrix}}},
dann kann man ihr Exponential ermitteln, indem man die gewöhnliche Exponentialfunktion auf jeden Eintrag der Hauptdiagonalen anwendet:
{\displaystyle e^{D}={\begin{pmatrix}e^{a_{1}}&0&\ldots &0\\0&e^{a_{2}}&\ldots &0\\\vdots &\vdots &\ddots &\vdots \\0&0&\ldots &e^{a_{n}}\end{pmatrix}}}.
Damit kann man auch das Exponential einer diagonalisierbaren Matrix {\displaystyle A} berechnen. Zur Diagonalisierung
{\displaystyle A=VDV^{-1}}
mit einer Diagonalmatrix {\displaystyle D} werden die zugehörige Eigenbasis {\displaystyle V} sowie die {\displaystyle n} Eigenwerte {\displaystyle \lambda _{1},\ldots ,\lambda _{n}} der Matrix {\displaystyle A} bestimmt. Für die Matrix-Exponentialfunktion folgt daraus
{\displaystyle \exp(At)=Ve^{Dt}\,V^{-1}=V\operatorname {diag} (e^{\lambda _{1}t},e^{\lambda _{2}t},\dotsc ,e^{\lambda _{n}t})\,V^{-1}}
mit der skalaren Exponentialfunktion {\displaystyle t\mapsto e^{\lambda _{i}t}}. Der Beweis folgt direkt aus der Taylor-Entwicklung der Exponentialfunktion.
Die Diagonalisierung der Matrix gehört, wie auch der QR-Algorithmus oder die Jordansche Normalform, zu den Matrix-Zerlegungsmethoden zur Berechnung der Exponentialfunktion. Die Diagonalisierung und der QR-Algorithmus haben dabei jeweils einen Aufwand der Größenordnung {\displaystyle {\mathcal {O}}(n^{3})} und sind aber, im Vergleich zu Methoden auf Basis der Taylor-Entwicklung, unabhängig von {\displaystyle \|At\|}. Der wesentliche Berechnungsaufwand (hier: Bestimmung der Eigenwerte und Eigenvektoren) ist zudem unabhängig von der Variablen {\displaystyle t}. Zur Lösung beispielsweise von linearen Differentialgleichungen für mehrere Zeitschritte {\displaystyle t} muss dieser Arbeitsaufwand also nur einmalig erbracht werden. Die Berechnung der weiteren Zeitschritte erfolgt bei der Methode Diagonalisierung durch einfache Matrizenmultiplikation und bei dem QR-Algorithmus liegt der Aufwand in der Größenordnung von nur noch {\displaystyle {\mathcal {O}}(n^{2})}.

#### Beispiel 1
Es soll das Matrixexponential {\displaystyle e^{tA}} für die folgende Matrix berechnet werden:
{\displaystyle A={\begin{pmatrix}0&1\\a_{2,1}&a_{2,2}\end{pmatrix}}}.
Hierzu wird die {\displaystyle (2\times 2)}-Matrix {\displaystyle A} zunächst mittels der Eigenwerte und den Eigenvektoren diagonalisiert. Mit der Diagonalmatrix {\displaystyle D} und der Eigenbasis {\displaystyle V} folgt:
{\displaystyle \exp(At)=Ve^{Dt}\,V^{-1}=V{\begin{pmatrix}e^{\lambda _{1}t}&0\\0&e^{\lambda _{2}t}\end{pmatrix}}V^{-1}}.
Die Eigenwerte werden aus dem charakteristischen Polynom bestimmt zu
{\displaystyle \lambda _{1,2}={\frac {a_{2,2}}{2}}\pm {\sqrt {\left({\frac {a_{2,2}}{2}}\right)^{2}+a_{2,1}}}}.
Für die beiden Eigenvektoren bzw. die Eigenbasis gilt:
{\displaystyle V={\begin{pmatrix}1&1\\\lambda _{1}&\lambda _{2}\end{pmatrix}}~~~}sowie {\displaystyle ~~V^{-1}={\frac {1}{\lambda _{2}-\lambda _{1}}}{\begin{pmatrix}\lambda _{2}&-1\\-\lambda _{1}&1\end{pmatrix}}}
Einsetzen für die Matrix-Exponentialfunktion liefert schließlich
{\displaystyle \exp(At)={\frac {1}{\lambda _{2}-\lambda _{1}}}{\begin{pmatrix}\lambda _{2}e^{\lambda _{1}t}-\lambda _{1}e^{\lambda _{2}t}&e^{\lambda _{2}t}-e^{\lambda _{1}t}\\\lambda _{1}\lambda _{2}(e^{\lambda _{1}t}-e^{\lambda _{2}t})&\lambda _{2}e^{\lambda _{2}t}-\lambda _{1}e^{\lambda _{1}t}\end{pmatrix}}}
als geschlossene analytische Lösung.

#### Beispiel 2
Die Matrix-Exponentialfunktion
{\displaystyle \exp(At)=\exp \left[{\begin{pmatrix}3&-4\\4&-5\end{pmatrix}}t\right]={\begin{pmatrix}(1+4t)e^{-t}&-4te^{-t}\\4te^{-t}&(1-4t)e^{-t}\end{pmatrix}}}
kann explizit berechnet werden, jedoch ist die Matrix {\displaystyle A} selbst nicht diagonalisierbar. Die Matrix besitzt die beiden Eigenwerte {\displaystyle \lambda _{1,2}=-1}. Obwohl also der Eigenwert die algebraische Vielfachheit 2 hat, existiert nur ein linear unabhängiger Eigenvektor. Die Basis aus den Eigenvektoren
{\displaystyle V={\begin{pmatrix}a_{2,1}&a_{2,1}\\\lambda _{1}-a_{1,1}&\lambda _{2}-a_{1,1}\end{pmatrix}}={\begin{pmatrix}-4&-4\\-4&-4\end{pmatrix}}}
ist nicht invertierbar. Die Diskriminante des charakteristischen Polynoms
{\displaystyle D_{2}=\left({\frac {a_{1,1}-a_{2,2}}{2}}\right)^{2}+a_{1,2}\,a_{2,1}=\left({\frac {3-(-5)}{2}}\right)^{2}-16}
wird dabei immer null. In diesem Fall, also wenn gleiche Eigenwerte bzw. Eigenvektoren vorkommen, kann formell die Jordansche Normalform zur Transformation verwendet werden.

### Splitting-Methode
Zerfällt das Minimalpolynom (bzw. das charakteristische Polynom) der Matrix {\displaystyle X} in Linearfaktoren (über {\displaystyle \mathbb {C} } ist das stets der Fall), dann kann {\displaystyle X} eindeutig in eine Summe
{\displaystyle X=A+N}
zerlegt werden, wobei
- {\displaystyle A} diagonalisierbar ist,
- {\displaystyle N} nilpotent ist und
- {\displaystyle A} mit {\displaystyle N} kommutiert (d. h. {\displaystyle AN=NA}).

Damit kann man das Exponential von {\displaystyle X} berechnen, indem man es auf die vorgenannten Fälle reduziert: {\displaystyle e^{X}=e^{A+N}=e^{A}e^{N}}. Im letzten Schritt benötigt man die Kommutativität von {\displaystyle A} und {\displaystyle N}.

### Verwendung der jordanschen Normalform
Eine weitere Methode ist die Verwendung der jordanschen Normalform von {\displaystyle X}, wobei auch die Splitting-Methode zum Einsatz kommt. Sei {\displaystyle J} die jordansche Normalform von {\displaystyle X} mit der Basiswechselmatrix {\displaystyle P}, dann gilt
{\displaystyle e^{X}=Pe^{J}P^{-1}.}
Wegen
{\displaystyle J=J_{a_{1}}(\lambda _{1})\oplus J_{a_{2}}(\lambda _{2})\oplus \cdots \oplus J_{a_{n}}(\lambda _{n})}
gilt
{\displaystyle {\begin{aligned}e^{J}&=\exp {\big (}J_{a_{1}}(\lambda _{1})\oplus J_{a_{2}}(\lambda _{2})\oplus \cdots \oplus J_{a_{n}}(\lambda _{n}){\big )}\\&=\exp {\big (}J_{a_{1}}(\lambda _{1}){\big )}\oplus \exp {\big (}J_{a_{2}}(\lambda _{2}){\big )}\oplus \cdots \oplus \exp {\big (}J_{a_{k}}(\lambda _{k}){\big )}.\end{aligned}}}
Daher muss man nur das Exponential eines Jordan-Blocks kennen. Nun ist jeder Jordan-Block von der Form
{\displaystyle J_{a}(\lambda )=\lambda \,E+N,}
wobei {\displaystyle N} eine spezielle nilpotente Matrix ist. Das Exponential des Jordan-Blocks ist also
{\displaystyle e^{\lambda E+N}=e^{\lambda }e^{N}.}

#### Beispiel
Man betrachte die Matrix
{\displaystyle B={\begin{pmatrix}21&17&6\\-5&-1&-6\\4&4&16\end{pmatrix}}},
welche die jordansche Normalform
{\displaystyle J=P^{-1}BP={\begin{pmatrix}4&0&0\\0&16&1\\0&0&16\end{pmatrix}}}
mit der Übergangsmatrix
{\displaystyle P={\begin{pmatrix}-1&1&{\tfrac {5}{8}}\\1&-1&-{\tfrac {1}{8}}\\0&2&0\end{pmatrix}}}
hat. Dann gelten
{\displaystyle J=J_{1}(4)\oplus J_{2}(16)}
und
{\displaystyle e^{B}=Pe^{J}P^{-1}=P(e^{J_{2}(16)}\oplus e^{J_{1}(4)})P^{-1}}.
Somit ist
{\displaystyle \exp \left[{\begin{pmatrix}16&0\\0&16\end{pmatrix}}+{\begin{pmatrix}0&1\\0&0\end{pmatrix}}\right]=e^{16}E\cdot \left[{\begin{pmatrix}1&0\\0&1\end{pmatrix}}+{\begin{pmatrix}0&1\\0&0\end{pmatrix}}+{1 \over 2!}{\begin{pmatrix}0&0\\0&0\end{pmatrix}}+\cdots \right]={\begin{pmatrix}e^{16}&e^{16}\\0&e^{16}\end{pmatrix}}}.
Das Exponential einer 1×1-Matrix ist trivial. Mit {\displaystyle e^{J_{1}(4)}=e^{4}} folgt
{\displaystyle {\begin{aligned}\exp(B)&=P\exp(J)P^{-1}=P{\begin{pmatrix}e^{4}&0&0\\0&e^{16}&e^{16}\\0&0&e^{16}\end{pmatrix}}P^{-1}\\[6pt]&={1 \over 4}{\begin{pmatrix}13e^{16}-e^{4}&13e^{16}-5e^{4}&2e^{16}-2e^{4}\\-9e^{16}+e^{4}&-9e^{16}+5e^{4}&-2e^{16}+2e^{4}\\16e^{16}&16e^{16}&4e^{16}\end{pmatrix}}.\end{aligned}}}
Die jordansche Normalform und daraus das Exponential zu berechnen, ist auf diesem Weg sehr mühsam. Meist reicht es, die Wirkung der Exponential-Matrix auf einige Vektoren zu berechnen.

#### Numerische Berechnung
Die Jordan-Normalform-Zerlegung ist numerisch instabil, da aufgrund der Gleitkommaarithmetik Rundungsfehler in die Eigenwerte eingeführt werden, die eine Gruppierung der Eigenwerte in Gruppen identischer Eigenwerte unmöglich macht. Daher werden in der Numerik andere Techniken zur Berechnung des Matrixexponentials verwendet. Zu den effektivsten verfügbaren Algorithmen gehören die Padé-Approximation mit Skalieren und Quadrieren (s. Berechnung mittels Taylorreihe) oder die Matrix-Zerlegungsmethoden wie die Diagonalisierung der Matrix. Bei großen Matrizen kann der Rechenaufwand auch reduziert werden, indem Krylowräume verwendet werden, deren Basisvektoren mit dem Arnoldi-Verfahren orthogonalisiert worden sind.

### Explizite Formeln
Mittels der Diagonalisierung über die Eigenwerte und Eigenvektoren
ist die Darstellung der Matrix-Exponentialfunktion einer {\displaystyle 2\times 2}-Matrix auch als explizite Formel möglich.
Insbesondere der Umweg über die teils komplexen Eigenwerte ist damit nicht mehr
notwendig:
{\displaystyle \exp(At)={\begin{pmatrix}{\frac {a_{1,1}-a_{2,2}}{2}}f(t)+f'(t)&a_{1,2}f(t)\\a_{2,1}f(t)&{\frac {a_{2,2}-a_{1,1}}{2}}f(t)+f'(t)\end{pmatrix}}e^{{\frac {a_{1,1}+a_{2,2}}{2}}t}}
Für die Hilfsfunktion {\displaystyle f(t)} gilt in Abhängigkeit der reellen, komplexen, oder gleichen
Eigenwerte (anhand der Diskriminante {\displaystyle D} des charakteristischen Polynoms):
| {\displaystyle D=\left({\frac {a_{1,1}-a_{2,2}}{2}}\right)^{2}+a_{1,2}a_{2,1}} | {\displaystyle f(t)}                                                        | {\displaystyle f'(t)}                              |
| ------------------------------------------------------------------------------ | --------------------------------------------------------------------------- | -------------------------------------------------- |
| {\displaystyle >0}                                                             | {\displaystyle {\frac {\sinh \left({\sqrt {D}}t\right)}{\sqrt {D}}}}        | {\displaystyle \cosh \left({\sqrt {D}}t\right)}    |
| {\displaystyle <0}                                                             | {\displaystyle {\frac {\sin \left({\sqrt {\|D\|}}t\right)}{\sqrt {\|D\|}}}} | {\displaystyle \cos \left({\sqrt {\|D\|}}t\right)} |
| {\displaystyle =0}                                                             | {\displaystyle t}                                                           | {\displaystyle 1}                                  |

### Putzer-Algorithmus
Eine weitere Möglichkeit, das Matrixexpontial zu berechnen, ist der Putzer-Algorithmus. Dabei definiert man bei gegebener Matrix {\displaystyle A\in \mathbb {C} ^{n\times n}} und {\displaystyle t\in \mathbb {R} } rekursiv stetig-differenzierbare Funktion {\displaystyle p_{k}} und Matrizen {\displaystyle M_{k}}, so dass gilt:
{\displaystyle \exp(At)=\sum _{k=1}^{n}p_{k}(t)M_{k-1}}
Die Lösung des Matrixexponentials einer {\displaystyle (n\times n)}-Matrix wird hierbei als Polynom erhalten. Die Berechnung hat dabei einen Aufwand der Größenordnung {\displaystyle {\mathcal {O}}(n^{4})} (Berechnung der Eigenwerte sowie insbesondere {\displaystyle n} Matrizenmultiplikationen) und eignet sich daher eher nur für kleine Matrizen.

## Anwendungen

### Homogene lineare Differentialgleichungen
Das Matrixexponential kann für die Lösung eines Systems von linearen Differentialgleichungen verwendet werden. Eine Differentialgleichung der Form
{\displaystyle y'=Cy}
hat die Lösung {\displaystyle e^{Ct}}. Wenn man den Vektor
{\displaystyle \mathbf {y} (t)={\begin{pmatrix}y_{1}(t)\\\vdots \\y_{n}(t)\end{pmatrix}}}
betrachtet, dann kann man ein System von gekoppelten linearen Differentialgleichungen betrachten als
{\displaystyle \mathbf {y} '(t)=A\mathbf {y} (t)+\mathbf {b} }.
Wenn man den Integrationsfaktor {\displaystyle e^{-tA}} ansetzt und auf beiden Seiten multipliziert, erhält man
{\displaystyle e^{-tA}\mathbf {y} '(t)-e^{-tA}A\mathbf {y} =e^{-tA}\mathbf {b} },
also
{\displaystyle {\frac {\mathrm {d} }{\mathrm {d} t}}(e^{-tA}\mathbf {y} )=e^{-tA}\mathbf {b} }.
Wenn man {\displaystyle e^{tA}} berechnet, erhält man eine Lösung des Differentialgleichungssystems.

#### Beispiel (homogen)
Gegeben sei das folgende Differentialgleichungssystem
{\displaystyle {\begin{aligned}y_{1}'&=3y_{1}-y_{2},\\y_{2}'&=y_{1}+y_{2}.\end{aligned}}}
Es lässt sich schreiben als {\displaystyle y'(t)=Ay(t)} mit der Koeffizientenmatrix
{\displaystyle A={\begin{pmatrix}3&-1\\1&1\end{pmatrix}}}.
Damit ergibt sich das zugehörige Matrixexponential zu
{\displaystyle e^{tA}=e^{2t}{\begin{pmatrix}1+t&-t\\t&1-t\end{pmatrix}}}.
Als allgemeine Lösung des Differentialgleichungssystems erhält man somit
{\displaystyle {\begin{pmatrix}y_{1}(t)\\y_{2}(t)\end{pmatrix}}=C_{1}e^{2t}{\begin{pmatrix}1+t\\t\end{pmatrix}}+C_{2}e^{2t}{\begin{pmatrix}-t\\1-t\end{pmatrix}}}.

### Inhomogener Fall – Variation der Konstanten
Für den inhomogenen Fall kann man die Methode der Variation der Konstanten benutzen. Es wird eine Lösung der Form {\displaystyle \mathbf {y} _{p}(t)=e^{tA}\mathbf {z} (t)} gesucht:
{\displaystyle \mathbf {y} _{p}'(t)=(e^{tA})'\mathbf {z} (t)+e^{tA}\mathbf {z} '(t)=Ae^{tA}\mathbf {z} (t)+e^{tA}\mathbf {z} '(t)=A\mathbf {y} _{p}(t)+e^{tA}\mathbf {z} '(t)}
Um die Lösung {\displaystyle \mathbf {y} _{p}} zu ermitteln, fordert man
{\displaystyle e^{tA}\mathbf {z} '(t)=\mathbf {b} (t)},
also
{\displaystyle \mathbf {z} '(t)=e^{-tA}\mathbf {b} (t)}
und daher
{\displaystyle \mathbf {z} (t)=\mathbf {z} (t_{0})+\int _{t_{0}}^{t}e^{-uA}\mathbf {b} (u)\,du}.
Damit ergibt sich
{\displaystyle \mathbf {y} _{p}(t)=e^{tA}\mathbf {z} (t_{0})+e^{tA}\int _{t_{0}}^{t}e^{-uA}\mathbf {b} (u)\,du=e^{(t-t_{0})A}\,\mathbf {y} _{0}+\int _{t_{0}}^{t}e^{(t-u)A}\mathbf {b} (u)\,du},
wobei die Anfangsbedingung {\displaystyle \mathbf {y} _{p}(t_{0})=\mathbf {y} _{0}} angenommen worden ist.

#### Beispiel (inhomogen)
Gegeben sei das Differentialgleichungssystem
{\displaystyle {\begin{aligned}y_{1}'&=3y_{1}-y_{2}-2e^{t},\\y_{2}'&=y_{1}+y_{2}-e^{t}.\end{aligned}}}
Mit der Matrix {\displaystyle A} von oben schreibt sich das System
{\displaystyle y'(t)=Ay(t)+b(t)}
mit
{\displaystyle b(t)=e^{t}{\begin{pmatrix}-2\\-1\end{pmatrix}}}.
Die allgemeine Lösung der homogenen Gleichung wurde bereits oben berechnet. Die Summe aus homogenen und speziellen Lösungen ergibt die Lösung für das inhomogene Problem. Man muss jetzt nur noch eine spezielle Lösung {\displaystyle y_{p}(t)} finden (über die Variation der Konstanten). Von der Gleichung oben erhält man:
{\displaystyle y_{p}(t)=e^{tA}\int _{0}^{t}e^{-uA}b(u)\,du},
also
{\displaystyle y_{p}(t)=e^{2t}{\begin{pmatrix}1+t&-t\\t&1-t\end{pmatrix}}\int _{0}^{t}e^{-2u}{\begin{pmatrix}1-u&u\\-u&1+u\end{pmatrix}}{\begin{pmatrix}-2e^{u}\\-e^{u}\end{pmatrix}}\,du={\begin{pmatrix}-e^{2t}(1+t)+e^{t}\\-te^{2t}\end{pmatrix}}}.